# 네이피어 쇼
윌리엄 나피어 쇼 경 (Sir William Napier Shaw, 1854년 3월 4일 ~ 1945년 3월 23일)는 영국의 기상학자였다. 그는 대기 중 대류 불안정을 평가하기 위한 다이어그램인 테피그램을 도입했다. 그는 또한 국제 기상 위원회와 왕립 기상 학회의 회장을 역임했다.

## 전기
쇼는 버밍엄의 바이스 스트리트 84번지에서 금세공인이자 보석상인 찰스 토마스 쇼와 그의 아내 케지아 로든의 아들로 태어났다. 그는 버밍엄 킹 에드워드 학교에서 교육을 받았다.
그는 케임브리지 대학교에서 공부하여 1876년에 문학 석사 학위를 받고, 베를린에 있는 베를린 훔볼트 대학교에서 공부했다.
영국으로 돌아온 그는 1879년 케임브리지 대학교 부설 캐번디시 연구소에서 물리학 시연자로 일하기 시작했다. 1887년에는 실험 물리학을 강의하기 시작했다. 1898년에는 캐번디시 연구소 부소장이 되었다.
1891년, 그는 왕립학회 회원으로 선출되었다.
1900년에 그는 기상 위원회의 서기가 되었다. 1905년부터 1907년까지 기상청장을 역임했다. 1907년에는 런던 임페리얼 칼리지의 초대 기상학 교수가 되었다.
1911년 그는 세계기상기구의 전신인 국제 기상 위원회의 의장을 역임했다. 1915년에 그는 테피그램을 개발했다. 같은 해에 조지 5세 국왕으로부터 기사 작위를 받았다.
그는 1918/19년에 왕립 기상 학회의 회장이었다. 1933년 그는 에든버러 왕립 학회 회원으로 명예 선출되었다.
쇼는 또한 대기 오염을 연구했으며, 스모그를 연구하고 건강 문제를 논의한 최초의 인물이었다. 1925년, 그는 존 스위처 오언스와 함께 저서 "대도시의 연기 문제"를 공동 집필했다.
쇼는 1924년 70세의 나이로 은퇴했고 91세에 런던에서 사망했다.

## 가족
1885년 그는 사라 제인 더그데일 할랜드(1923년 사망)와 결혼했다. 그들에게는 자녀가 없었다.

## 출판물
- 실용 물리학 (1893)
- 일기 예보 (1911)
- 브리태니커 백과사전의 "이슬", "안개", "돌풍", "햇살"에 관한 기사 (1911)
- 대도시의 연기 문제 (1925)
- 기상학 매뉴얼 (1926) 및 여러 후속 판

## 명예와 수상
- 1910: 왕립 기상 학회의 사이먼스 금메달을 수상했다.
- 1923: 왕립 학회로부터 로열 메달을 수상했다.
- 1924: 토론토에서 열린 ICM 초청 연사였다.[12]